# Лопатніца
Лопатніца (рум. Lopatnița) — село у повіті Прахова в Румунії. Входить до складу комуни Шоймарі.
Село розташоване на відстані 83 км на північ від Бухареста, 31 км на північний схід від Плоєшті, 144 км на захід від Галаца, 70 км на південний схід від Брашова.

## Населення
За даними перепису населення 2002 року у селі проживали 764 особи, усі — румуни. Усі жителі села рідною мовою назвали румунську.